# Solange Ghernaouti

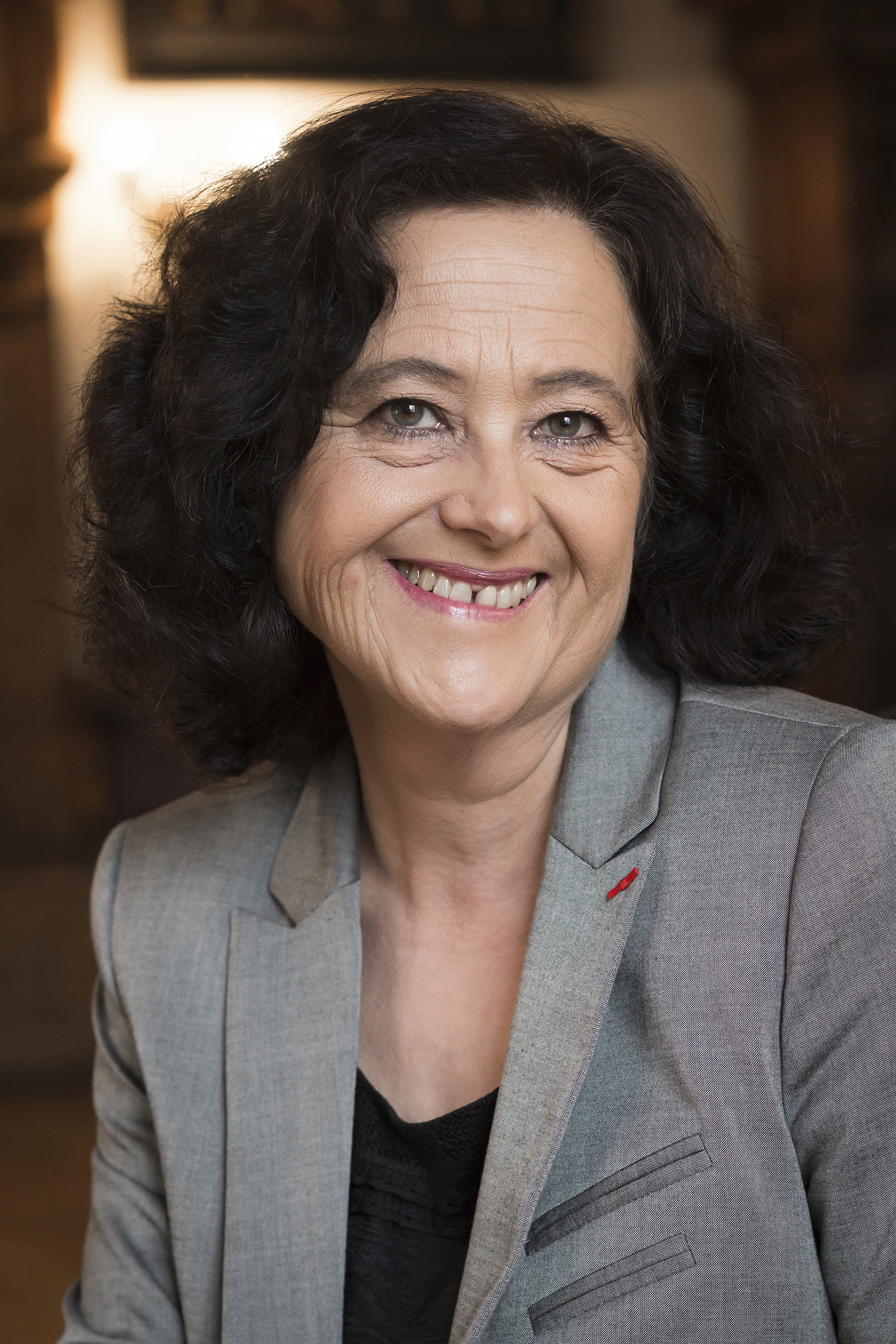
Solange Ghernaouti, 2015

Solange Ghernaouti-Hélie (* 5. Dezember 1958) ist eine Informatikerin und Professorin an der Universität Lausanne (UNIL) und internationale Expertin auf dem Gebiet der Cybersicherheit und Cyberverteidigung. 

## Tätigkeiten
Ghernaouti doktorierte im Jahr 1986 an der Universität Paris VI zum Thema Informatik und Telekommunikation.
Sie wurde im Jahr 1987 als erste Frau Professorin an der HEC Lausanne (Universität Lausanne). Sie führt die von ihr gegründeten Swiss Cybersecurity Advisory and Research Group (SCARG) und die Forschungsgruppe Komplexe Systeme an der Universität. Sie entwickelte einen interdisziplinären Ansatz der digitalen Sicherheit, der Personen, Organisationen und Staaten auf strategischem und operativem Niveau dienen soll.
Sie ist Autorin zahlreicher technischer und populärwissenschaftlicher Bücher sowie wissenschaftlicher Publikationen, zu den Themenbereichen Telekommunikation Kontrolle von Computerrisiken, Computerkriminalität und Cyberleistung.
Ghernaouti arbeitet regelmäßig mit verschiedenen Institutionen der Vereinten Nationen, der Europäischen Union und Regierungseinrichtungen sowie mit privaten Unternehmen zusammen.

## Auszeichnungen
- Frühere Prüferin der IHEDN (Dekret vom 8. Januar 2014)[4]
- Ritter des Ordens der Ehrenlegion[5] (Dekret vom 31. Dezember 2013)[6]
- Reserve-Oberstleutnant in der französischen Gendarmerie Nationale
- 2013 Mitglied der Schweizerischen Akademie der Technischen Wissenschaften[7]

## Sonstiges
- Wissenschaftliche Mitarbeiterin des Genfer Zentrum für Sicherheitspolitik[8]
- Mitglied des Wissenschaftlichen Beirats des Internationalen Forums zur Technologie und Sicherheit (seit 2015)[9]
- Partnerin der europäischen Projekte E-Crime[10] und Prismacloud[11] (bzw. seit 2014 und 2015)[12]
- Präsidentin der sozialen Kommission der Universität Lausanne (seit 2006)[13]
- Präsidentin der Erna Hamburger Stiftung (seit 2012)[14]
- Teilnehmerin am europäischen Projekt SECOQC (2004–2008)[15]

## Veröffentlichungen
- S. Ghernaouti, L. Crespo & B. Wanner, Le partage d‘information en cybersécurité, SATW 2018.
- S. Ghernaouti, Sécurité informatique et réseaux, 4. Auflage, Dunod 2013 (Erste Edition 2006).
- S. Ghernaouti, CYBERPOWER: Crime, Conflict and Security in Cyberspace, EPFL Press 2013.
- S. Ghernaouti & A. Dufour, “Internet” – Que sais-je ?, 11. Auflage, Presses Universitaires de France 2012.
- I. Tashi & S. Ghernaouti-Hélie, Information security evaluation : a holistic approach, EPFL Press 2011.
- S. Ghernaouti, A Global Treaty on Cybersecurity and Cybercrime: A Contribution for Peace, Justice and Security in Cyberspace, 2. Ausgabe, Cybercrimedata 2011 (Erste Edition 2009).
- R. Berger & S. Ghernaouti-Hélie, Technocivilisation : pour une philosophie du numérique, Focus Sciences, PPUR 2010.
- S. Ghernaouti, Cybersecurity Guide for Developing Countries, 3. Ausgabe überarbeitet und erweitert, ITU 2009 (Erste Edition 2006).
- S. Ghernaouti, Stratégie et ingénierie de la sécurité des réseaux, InterEditions 1998.
- S. Ghernaouti & A. Dufour, Enterprise Networks and Telephony from technologies to business strategy, Springer-Verlag 1998.
- C. Servin & S. Ghernaouti, Les hauts débits en télécoms, InterEditions 1998.
- S. Ghernaouti & A. Dufour, Réseaux locaux et téléphonie, Editions Masson 1995.
- S. Ghernaouti, CLIENT / SERVEUR. Les outils du traitement, Réparti coopératif, Masson 1993.
- S. Ghernaouti, Réseaux, applications réparties normalisées, Eyrolles 1990.